# Maximilian I. (HRR)

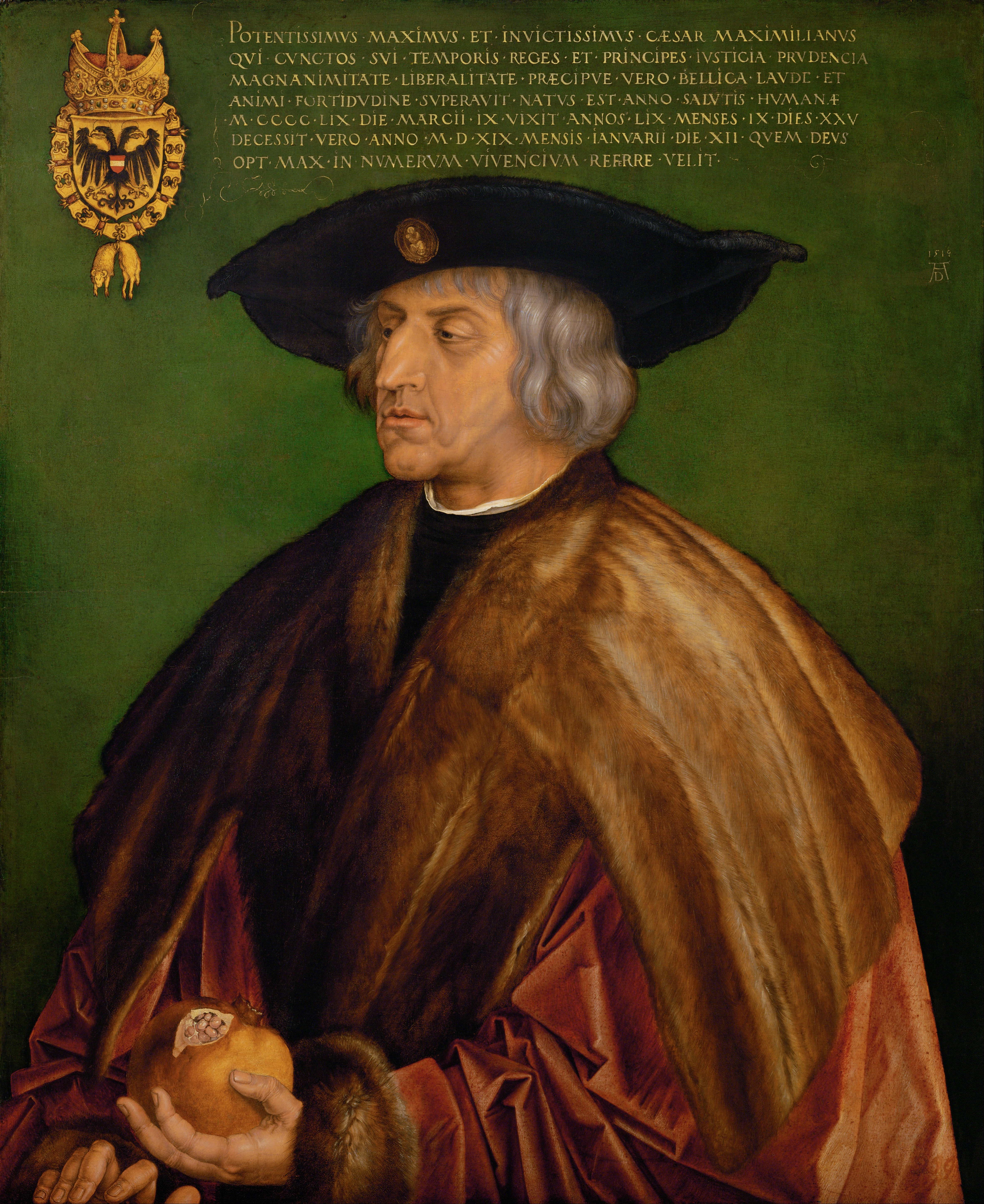
Albrecht Dürer: Maximilian I., 1519, Kunsthistorisches Museum

Kaiserliches Wappen Maximilians I.: Doppeladler auf goldenem Grund mit Brustschild, links mit silberner Binde auf rotem Feld für das Herzogtum Österreich, rechts von Gold und Blau dreifach schrägrechts geteilt in rotem Bord für das Herzogtum Burgund.

Maximilian I. (geboren als Erzherzog Maximilian von Österreich; * 22. März 1459 auf der Burg in Wiener Neustadt, Österreich unter der Enns; † 12. Januar 1519 auf Burg Wels, Österreich ob der Enns) aus dem Geschlecht der Habsburger war durch Heirat ab 1477 Herzog von Burgund, ab 1486 römisch-deutscher König, ab 1493 Herr der Habsburgischen Erblande und vom 4. Februar 1508 bis zu seinem Tod römisch-deutscher Kaiser im Heiligen Römischen Reich Deutscher Nation.
Während seiner Regierungszeit (1486–1519) wurden bedeutsame Verwaltungsreformen im Heiligen Römischen Reich eingeleitet, darunter die Einführung des Reichskammergerichts und der Reichskreise 1495. Er konsolidierte die habsburgischen Erblande, sicherte durch dynastische Heiraten die habsburgische Erbfolge in Spanien, Böhmen und Ungarn und führte zahlreiche Kriege, unter anderem gegen Frankreich. 1508 nahm er den Titel eines „Erwählten Römischen Kaisers“ an. Außenpolitisch bemühte er sich um die Wahrung des Reichsgebiets gegen die Osmanen und Venedig. Innenpolitisch strebte er eine Stärkung der kaiserlichen Zentralgewalt gegenüber den Reichsständen an.
Er stilisierte sich als Wahrer ritterlicher Ideale und verband diese bewusst mit Elementen der Renaissancefürsten. Auch durch Werke wie Theuerdank und Weißkunig inszenierte er sich als „letzter Ritter“, obwohl sein Handeln stark von modernen Herrschaftspraktiken geprägt war. Maximilian trug zudem den Beinamen „der letzte Ritter“; sein Wahlspruch lautete Per tot discrimina rerum („Durch so viele Gefahren“).

## Leben

### Kindheit

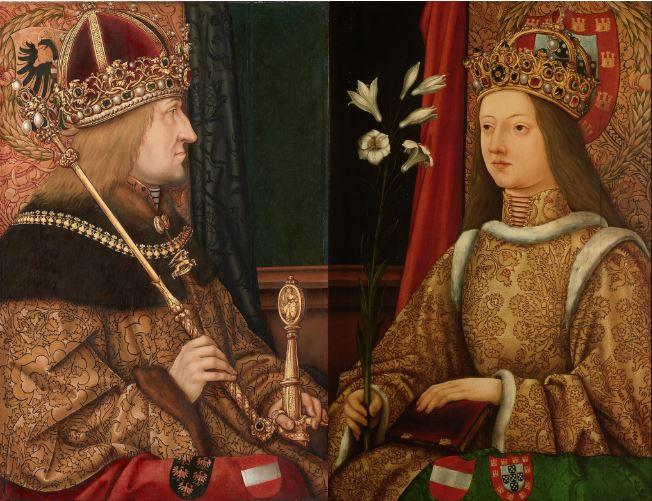
Friedrich III. und Eleonore Helena von Portugal (Hans Burgkmair der Ältere nach 1468)

Maximilian von Österreich wurde am 22. März 1459 auf der Burg in Wiener Neustadt geboren und drei Tage später in der St.-Georgs-Kathedrale vom Salzburger Erzbischof getauft.
Er war der Sohn des römisch-deutschen Kaisers Friedrich III. aus dem Haus Habsburg und dessen Gemahlin Eleonore Helena von Portugal. Der Vater war Landesherr der österreichischen Erblande, und der Neugeborene erhielt per Geburt den Titel eines Erzherzogs von Österreich. Da vier Geschwister die frühe Kindheit nicht überlebten, hatte Maximilian mit Kunigunde (1465–1520) nur eine jüngere Schwester.
Bedingt durch chronischen Geldmangel und Erbstreitigkeiten innerhalb der österreichischen Länder war Friedrich III. nicht in der Lage, eine konsequente Reichspolitik zu betreiben. Die innerfamiliäre Opposition seines Bruders Albrecht VI. („Bruderzwist“) fand 1462 mit der Belagerung des Kaisers in der Wiener Hofburg (16./17. Oktober bis 4. Dezember) ihren Höhepunkt. Mit Steinbüchsen beschossen Albrechts Anhänger und die aufgebrachte Wiener Stadtbevölkerung die Eingeschlossenen. Der anhaltende Belagerungszustand, der Hunger, die Bedrohung an Leib und Leben waren eine demütigende Situation für die kaiserliche Familie und ein frühes – wahrscheinlich auch traumatisches – Kindheitserlebnis für den drei Jahre alten Maximilian.
Seine Jugendjahre verbrachte Maximilian an den kargen und einfachen Höfen in Wiener Neustadt und der Grazer Burg. Dort wuchs er in ungezwungener, freier Atmosphäre auf und entwickelte sich zu einem lebhaften Jungen, der bisweilen ein störrisches Wesen an den Tag legte. Die Fehlstellung des Unterkiefers führte zu einer starken Ausbildung der „Habsburger Unterlippe“, weshalb Maximilian vorübergehend an einem Sprachfehler litt. Der Vater hegte anfangs sogar die Befürchtung, dass sein Sohn aufgrund der fehlerhaften Aussprache als debil oder gar stumm gelten könnte. Als Kind bewegte sich Maximilian im Spannungsfeld der ungleichen Eltern: Der verschlossene, lethargische Friedrich galt als ewiger Zauderer. Mit äußerst pragmatischen Anschauungen, vermied er misstrauisch jedes politische Risiko. Eleonore hingegen war eine energische und temperamentvolle Frau, die den Kaiser zuweilen ihre unverhohlene Ablehnung spüren ließ.
Ihre ganze Fürsorge galt den Kindern, weshalb sich Maximilian stärker zu ihr hingezogen fühlte. Sie legte den Grundstein für das ausgeprägte monarchische Bewusstsein ihres Sohnes und schärfte seinen Sinn für Repräsentation. Für den achtjährigen Maximilian bedeutete der frühe Tod der geliebten Mutter am 3. September 1467 einen gewaltigen Einschnitt. Von nun an bestimmten die vom Vater bestellten Lehrer (z. B. Thomas Berlower, Jakob von Fladnitz) die Erziehung und Ausbildung des Jungen. Die Lerninhalte waren durch die Einflüsse des frühen Humanismus geprägt. Daneben legte der Kaiser großen Wert auf körperliche Abhärtung und den Erwerb praktischer Kenntnisse, weshalb er Maximilian die „sieben ritterlichen Behändigkeiten“ (Reiten, Klettern, Schießen, Schwimmen, Ringen, Tanzen & Hofieren, Turnierkampf) vermitteln ließ. Insbesondere im Turnier bewies Maximilian regelmäßig außerordentliches Geschick und erwarb sich den Ruf eines tollkühnen, ausgezeichneten Kämpfers. Daneben zeigte er großes Interesse an der Kunst des Waffenschmiedens sowie der Beizjagd.

### Heiratskandidat
Die Teilnahme Friedrichs III. am Regensburger Christentag (Juni – August 1471) bedeutete die Rückkehr des Kaisers auf die Bühne der Reichspolitik.
Feierlich zog er am 16. Juni 1471 mit dem zwölfjährigen Maximilian in die Stadt ein. Der Kaiser nutzte das politische Großereignis, um den Vertretern der Reichsstände und den ausländischen Abgesandten seinen Sohn zu präsentieren. Als einziger Garant dynastischer Kontinuität erlangte Maximilian für das Haus Habsburg zunehmende Bedeutung und nahm als Sohn des Kaisers unter den europäischen Prinzen eine besondere Stellung ein.

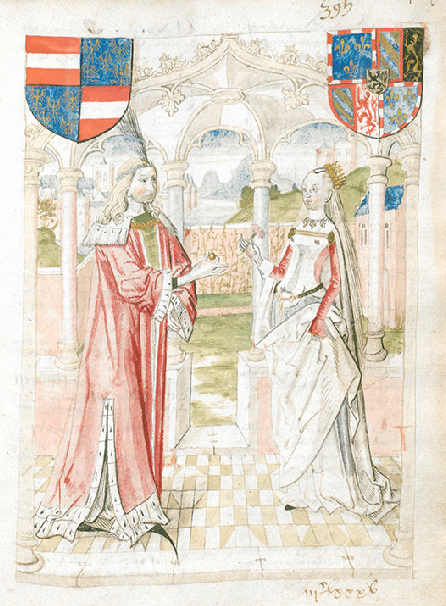
Maximilian bietet Maria von Burgund einen Verlobungsring an. Miniatur in einer mittelalterlichen Manuskript der Excellente Chronicke van Vlaanderen von Anthonis de Roovere. Ca. 1485–1515. (Openbare Bibliotheek Brugge Ms. 437)

Bereits 1463 hatte Papst Pius II., der vormalig als Enea Silvio Piccolomini ein Berater Friedrichs III. gewesen war, eine Ehe zwischen Maximilian und Maria von Burgund vorgeschlagen. Der aufstrebende Herzog von Burgund, Karl der Kühne, griff die Idee auf und sah in Maximilian einen potenziellen Heiratskandidaten für seine einzige Tochter Maria. Das heterogene Herzogtum galt in dieser Zeit als das erstrebenswerteste Land Europas, denn man rühmte nicht nur seinen sagenhaften Reichtum, hervorgerufen durch den geschickten Handel der flandrischen Städte, sondern es galt als letzter Hort des ritterlichen Lebens und der immer mehr verschwindenden ritterlichen Kultur.
Trotz der mittelalterlichen kulturellen Traditionen hatte sich der umfangreiche und wirtschaftlich bedeutende Besitz des Hauses Burgund (einer Nebenlinie des französischen Königshauses) zu einem modernen Verwaltungsstaat entwickelt. Schließlich trafen sich Karl der Kühne und Kaiser Friedrich III. im September 1473 anlässlich eines Hoftages in Trier. Im Rahmen der Heiratsverhandlungen verlangte Karl u. a. seine Erhebung zum König. Der Wink aus Frankreich, dass Ludwig XI. eine solche Geste als unfreundlichen Akt empfände, die ablehnende Haltung der Kurfürsten und die immer höher geschraubten Forderungen des Burgunderherzogs führten zum Scheitern der Gespräche. Nach zwei Monate dauernden Unterhandlungen reisten Friedrich III. und Maximilian am 25. November 1473 in aller Stille aus Trier ab und ließen Karl den Kühnen wütend zurück.

### Herzog von Burgund und römisch-deutscher König

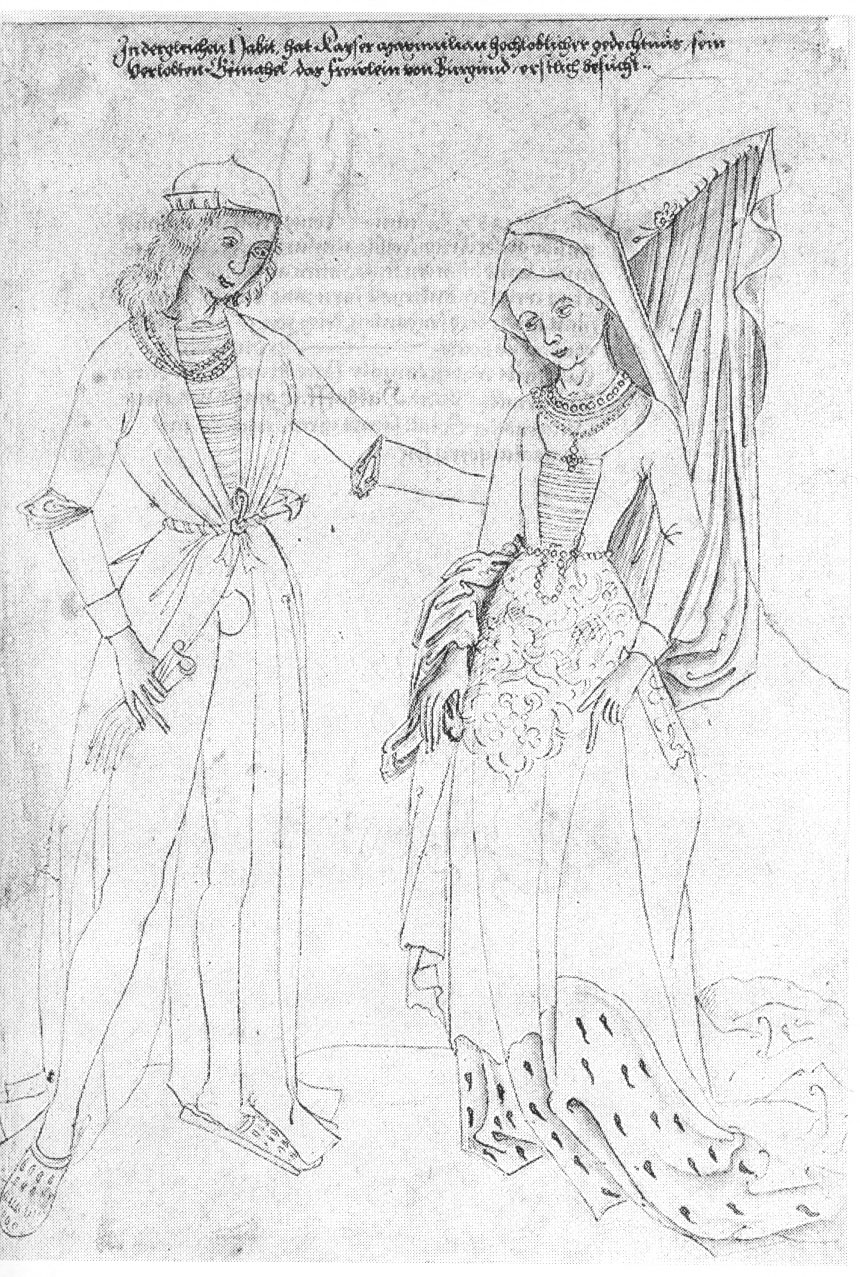
Maximilian I. und seine Gemahlin Maria von Burgund. Anonym, 2. Hälfte 15. Jh.

Am 19. August 1477 heiratete Erzherzog Maximilian von Österreich in Gent im Schloss Ten Walle Erbherzogin Maria von Burgund, Tochter von Karl dem Kühnen, der kurz zuvor in der Schlacht bei Nancy gefallen war. Maximilian wurde durch diese Heirat iure uxoris Herzog von Burgund. Die Ehe der beiden, die nach dem frühen Tod seiner Frau von Maximilian selbst als Liebesbeziehung verklärt wurde, war bereits im Herbst 1476 zwischen ihren Familien vereinbart worden, nachdem es seit 1463 immer wieder diesbezüglich Verhandlungen gegeben hatte.
Am 21. April 1477 wurde die Trauung per Stellvertreter (lat: per procurationem) geschlossen, d. h. ohne persönliche Anwesenheit der Ehepartner.
Wenige Monate nach seiner Heirat wurde Maximilian am 30. April 1478 in Brügge zum Ritter des Ordens vom Goldenen Vlies geschlagen und danach zum Großmeister ernannt. Mit Maria hatte Maximilian drei Kinder: Philipp (1478–1506) und Margarete (1480–1530); ein zweiter Sohn, Franz, starb 1481 nach der Geburt.
Die dynastische Verbindung mit Burgund wurde zum Ausgangspunkt des jahrhundertelangen habsburgisch-französischen Gegensatzes. Denn das Erbe Karls des Kühnen war nicht unumstritten. Frankreich wollte die Erbfolge Marias nicht anerkennen und besetzte das eigentliche Herzogtum Burgund, welches zum französischen Lehensverband zählte. In dieser Situation machten die Stände der Niederlande die Anerkennung Marias von politischen Zugeständnissen abhängig und rangen ihr das Große Privileg ab.
Frankreichs Versuche, im burgundischen Erbfolgekrieg auch weitere ehemals französische Territorien aus der burgundischen Erbschaft zurückzuerobern, konnte Maximilian 1479 durch den Sieg seiner Truppen in der Schlacht bei Guinegate verhindern. Allerdings verlobte er bald danach seine kleine Tochter mit dem jungen französischen König Karl VIII., dem sie eben jene Territorien als Mitgift einbringen sollte. Dazu kam es aber nicht (s. u.).
Der frühe Tod Marias nach einem Jagdunfall 1482 traf Maximilian sowohl persönlich als auch politisch: Das burgundische Erbe fiel nun an Maximilians und Marias Sohn Philipp. Maximilian konnte seine Herrschaftsrechte nun nur noch als Vormund seines vierjährigen Sohns ausüben, wurde aber als solcher von den niederländischen Ständen nicht anerkannt. Im langwierigen Krieg gegen die Franzosen stand Maximilian mehrmals am Rand der Niederlage. Im flandrischen Brügge warfen seine unzufriedenen Untertanen ihn sogar von Jänner bis Mai 1488 ins Gefängnis. Sein Vater Friedrich stellte aber eine Armee zusammen, befreite ihn und schaffte es, die Lage in Burgund einigermaßen zu stabilisieren.
Bereits zwei Jahre zuvor, am 16. Februar 1486, hatte es Friedrich erreicht, dass Maximilian im Kaiserdom von Frankfurt am Main zum römisch-deutschen König gewählt wurde. Am 9. April 1486 erfolgte seine Krönung im Kaiserdom zu Aachen.
Am 19. März 1490 verzichtete Sigmund von Tirol zugunsten Maximilians auf die Regentschaft in Oberösterreich, das damals Tirol, die österreichischen Vorlande und die verbliebenen Stammlande auf Schweizer Gebiet umfasste.
Von Oktober bis Dezember 1490 unternahm Maximilian einen Feldzug gegen Ungarn und gewann Wien, Wiener Neustadt und Bruck für die Habsburger zurück. Während er noch in Ungarn stand, heiratete er am 19. Dezember 1490 – wieder per procurationem – Anne, die junge Herzogin und Erbin der Bretagne. Er musste aber erleben, dass die noch nicht vollzogene Ehe seiner Tochter Margarete mit Karl VIII. (die Heirat 1483 war nur symbolisch vollzogen worden) 1491 aufgelöst wurde und dieser stattdessen Anne heiratete, was eine doppelte Demütigung für Maximilian darstellte. Karl schickte Margarete, die einen Großteil ihrer Kindheit am französischen Hof verbracht hatte, zu Maximilian zurück. Am 16. März 1494 vermählte sich Maximilian in Hall in Tirol in zweiter Ehe mit Bianca Maria Sforza (1472–1510).

### Herr der Habsburgischen Erblande, regierender König und Kaiser

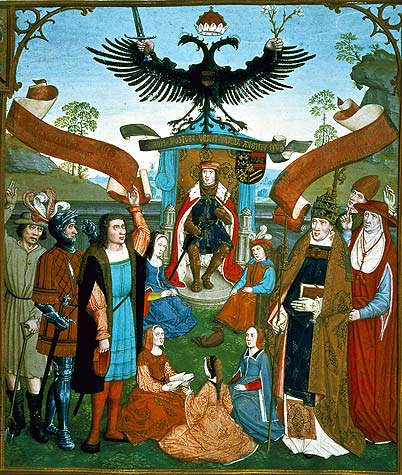
Maximilian nimmt die Huldigung der weltlichen und geistlichen Stände und die Anerkennung des Papstes entgegen. Aus Petrus Almaire: Liber missarum der Margarete von Österreich, um 1515.

Maximilians Sieg in einer angeblichen Schlacht bei Villach ist historisch nicht belegt. Nach dem Tod seines Vaters, des Kaisers Friedrich III., im Jahre 1493 trat Maximilian dessen Nachfolge als regierender römisch-deutscher König und als Herr der Habsburgischen Erblande an. 1497 tauschte er die Herrschaft Haigerloch gegen die Herrschaft Rhäzüns.
Als 1495 Karl VIII. im Handstreich das Königreich Neapel eroberte, auf dessen Krone er Ansprüche geltend machte, bildete Maximilian mit dem Herzog von Mailand, der Republik Venedig, dem Papst Alexander VI. und König Ferdinand II. von Aragón die Heilige Liga. Bei dieser Gelegenheit verlobte er seine Tochter Margarete mit Ferdinands Sohn Johann von Aragón und Kastilien, dem voraussichtlichen Erben der Kronen Aragoniens und Kastiliens. Im Jahre 1496 verheiratete Maximilian seinen Sohn Philipp mit Ferdinands Tochter Johanna. Der spanische Thronerbe Johann starb nur wenige Monate nach der Heirat mit Maximilians Tochter Margarete im Jahre 1497. Neue Thronerbin der Reiche der Krone von Aragonien und der Krone von Kastilien wurde Isabella von Aragón und Kastilien, die mit König Manuel von Portugal verheiratet war. Nach ihrem Tod am 23. August 1498 gingen die Thronanwartschaften auf ihren Sohn Miguel da Paz über. Als dieser am 20. Juli 1500 starb, rückte Johanna, die Gemahlin Philipps des Schönen, als aragonisch-kastilische Thronerbin nach. Durch Maximilians Allianz mit Ferdinand fühlte sich Frankreich von Osten und Südwesten zugleich bedroht, was die habsburgisch-französische Rivalität, welche die Geschichte Europas für die nächsten 250 Jahre prägen sollte, weiter verschärfte.

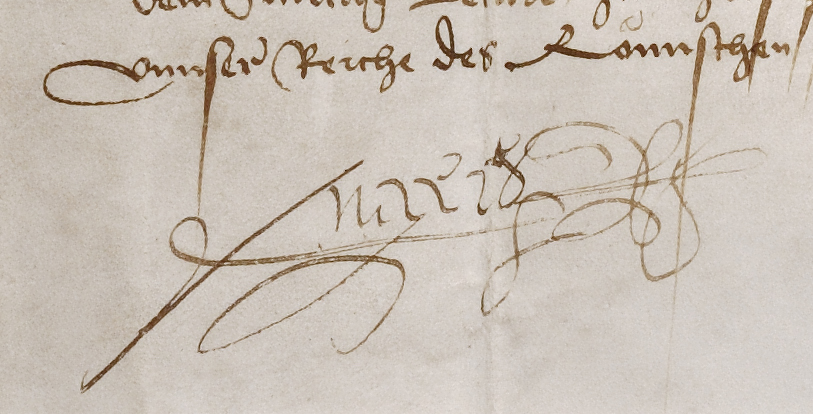
Die große Unterfertigung der Unterschrift Maximilians I. auf einer Urkunde vom 10. März 1497: Maxi(milianus) R(ex) s(ub)s(cripsit). Für Briefe verwendete er statt der Namensunterschrift meist die Sigle p(er) reg(em) p(er) s(e).

1495 initiierte Maximilian auf dem Reichstag zu Worms (maximilianische Verwaltungsreform) eine umfassende Reichsreform. Von den Institutionen, die aus ihr hervorgingen, hatten die neugebildeten Reichskreise und das Reichskammergericht Bestand.
Seine Absicht, auf dem Reichstag einen Türkenkrieg zu beschließen, konnte er nicht verwirklichen. In der Folge hatte die Auseinandersetzung mit Frankreich Priorität, so dass es 1498 zu einem ersten Friedensschluss mit dem Osmanischen Reich kam. Geheimverhandlungen im Jahre 1510 zu dem Zweck, ein Bündnis gegen Venedig zu bilden, scheiterten.
Mit dem letzten meinhardinischen Fürsten, Graf Leonhard von Görz, handelte Maximilian ab 1497/98 einen Erbvertrag aus, der den Habsburgern die Grafschaft Görz einbringen sollte. Aber erst nach einer schließlich gewonnenen Auseinandersetzung mit der Republik Venedig gelang es dem mit hohen Versprechungen dafür gewonnenen görzischen Reichsverweser Virgil von Graben, diesen Vertrag endgültig zu realisieren.
Noch wichtiger für die Zukunft des Hauses Österreich waren die Bemühungen Maximilians um den Erwerb Böhmens und Ungarns. Bereits 1491 war es Maximilian gelungen, mit dem Pressburger Vertrag einen Erbvertrag mit König Vladislav II. von Böhmen und Ungarn zu schließen. Dieser sah vor, dass die Kronen Böhmens und Ungarns an das Haus Österreich fallen würden, wenn Vladislav ohne Erben bleiben sollte. Da dieser jedoch aus seiner Ehe mit Anne de Foix-Candale Kinder hatte, die 1503 geborene Tochter Anna und den 1506 geborenen Sohn Ludwig II., wurde auf Betreiben Maximilians die Vereinbarung von Pressburg in Wien im Jahre 1506 durch den Plan wechselseitiger Heiraten zwischen den jeweiligen Thronfolgern erweitert.
Auf dem Reichstag 1505 zu Köln entschied Maximilian den Landshuter Erbfolgekrieg im Wesentlichen zu Gunsten Albrechts IV. von Bayern (so genannter Kölner Spruch), errichtete jedoch dabei das neue Herzogtum Pfalz-Neuburg und brachte im Zuge der Vermittlung auch noch die vormals bayrischen Bezirke Kufstein, Kitzbühel und Rattenberg an sich.

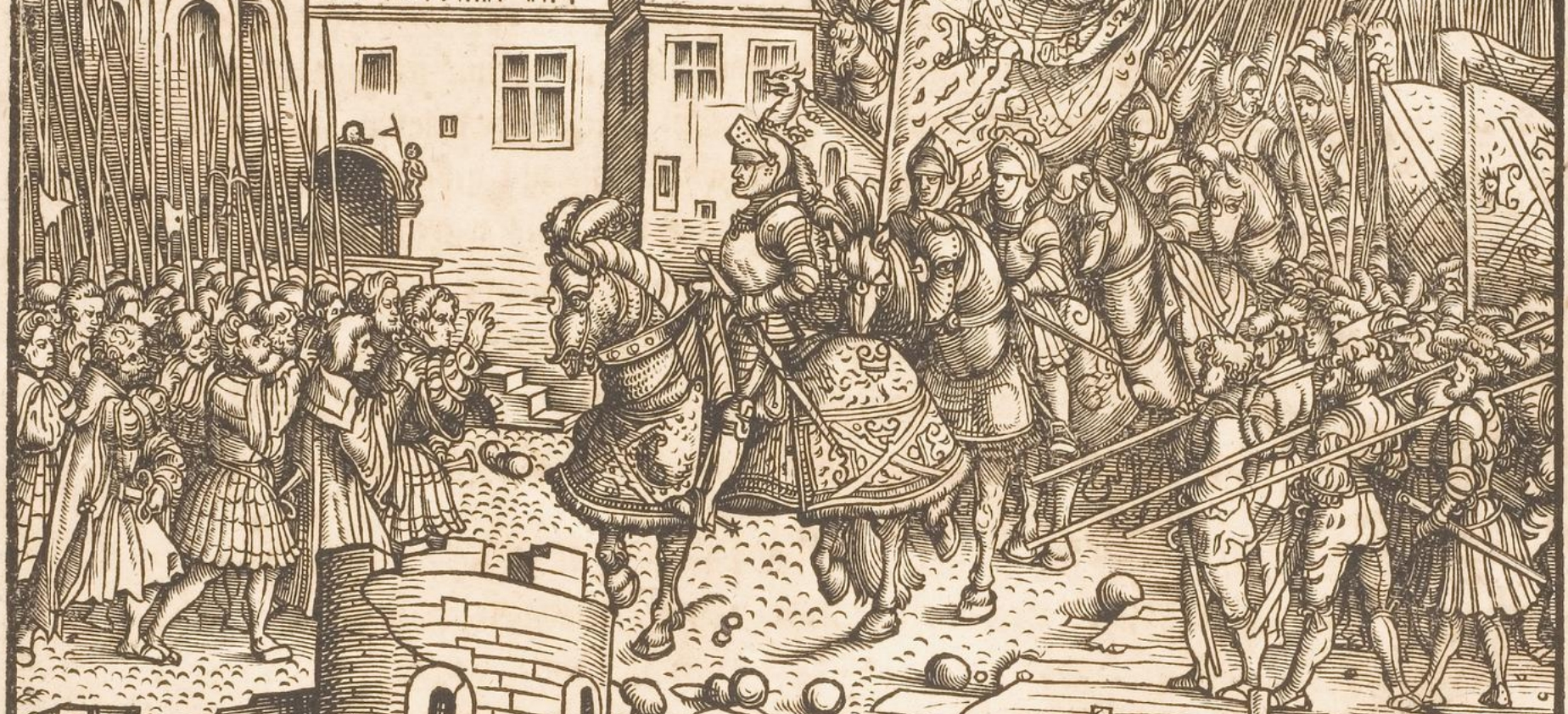
Aus dem Weißkunig Kaiser Maximilians I.

Am 8. August 1507 ernannte König Maximilian den Kurfürsten Friedrich III. von Sachsen auf dem Reichstag in Konstanz zu seinem Reichsvikar für die Zeit seiner Abwesenheit im Reich wegen des geplanten Romzugs und seiner Kaiserkrönung. (Diese vorübergehende Verleihung der Reichsvikarswürde ist auf den Münzen, den Locumtenenstalern des Kurfürsten von Sachsen, verewigt.)
Am 4. Februar 1508 nahm Maximilian mit Zustimmung von Papst Julius II. im Dom von Trient den Titel eines Erwählten Römischen Kaisers an, nachdem sein Romzug am Widerstand der Republik Venedig gescheitert war.
Um den wachsenden Druck zu vermindern, der durch Beistandsverträge der Herrscher Frankreichs, Polens, Ungarns, Böhmens und Russlands auf dem Reich lastete, aber auch um Böhmen und Ungarn für Habsburg zu sichern, traf sich Maximilian 1515 mit den jagiellonischen Königen Vladislav II. von Ungarn und Böhmen und Sigismund I. von Polen in Wien. Dabei setzte er auch die Familie Radziwill in den Reichsfürstenstand. Die dort arrangierte Doppelhochzeit zwischen den Enkeln Maximilians – Erzherzog Ferdinand I. (alternativ war auch Karl V. im Gespräch) und Erzherzogin Maria – mit den Kindern von König Vladislav II., Anna von Böhmen und Ungarn und Ludwig II. König von Böhmen und Ungarn (1506–1526), die 1521 vollzogen wurde, brachten dem Haus Habsburg 1526 die Kronen von Ungarn und Böhmen ein. Der Kaiser legte am 22. Juli 1515 im Stephansdom in Wien neben Anna von Böhmen und Ungarn das Versprechen ab, die Prinzessin selbst zur Frau zu nehmen und zur Kaiserin zu machen, falls innerhalb eines Jahres nicht einer seiner Enkel – Ferdinand oder Karl – die Eheerklärung abgegeben habe. Dazu kam es jedoch nicht, da diese Erklärung 1516 von Erzherzog Ferdinand abgegeben wurde.
Freundschaftliche Beziehungen unterhielt Maximilian auch zu den Großfürsten von Moskau Iwan III. und Wassili III., doch die von Kaiser und Papst angestrebte Kirchenunion gelang nicht.

### Tod und Nachleben

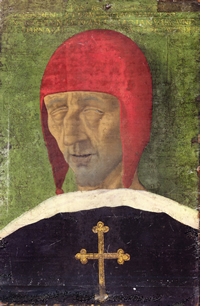
Totenbild Maximilians

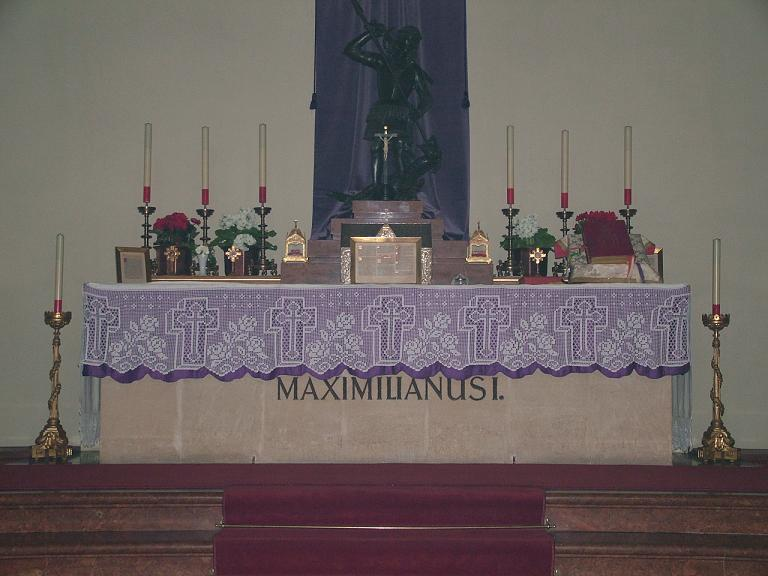
Grab Kaiser Maximilians in Wiener Neustadt

Statue im Heeresgeschichtlichen Museum

Maximilian starb am 12. Jänner 1519 auf der beschwerlichen Reise von Innsbruck zum Landtag nach Linz in der Burg von Wels, vermutlich an Darmkrebs. Wie andere Könige und Kaiser des Mittelalters (so z. B. Sigmund von Luxemburg) inszenierte Maximilian seinen Tod. Nachdem er bereits seit vier Jahren stets seinen Sarg mitgeführt hatte, präsentierte er sich nun als außergewöhnlich demütiger und mit Schuld beladener Sünder und Büßer. Nachdem er die Sterbesakramente („letzte Ölung“) empfangen hatte, übergab er das kaiserliche Siegel und verbot, ihn mit seinen Titeln anzureden.
Er ordnete an, nach seinem Tod nicht einbalsamiert zu werden, sondern verfügte stattdessen, dass sein Leichnam gegeißelt werde und dass seine Haare geschoren und die Zähne ausgebrochen werden sollten. Leichenhemd und Beinkleid ließ er sich (angeblich aus Scham) kurz vor dem Tod bringen, zog sich selbst noch an und verfügte, dass er so in den Sarg gelegt werden solle. Er ordnete zudem an, seinen Leichnam in die Gewänder des St. Georgs-Ordens zu kleiden und danach unter Beimengung von Kalk und Asche in einen Sack einzunähen, der aus Leinen, Damast und weißer Seide bestand.
Neben religiösen Überlegungen der Buße spielten bei diesem bei Cuspinian überlieferten Vorgang auch die damals üblichen Methoden der Leichenkonservierung eine Rolle. „Das Totenbildnis, das von ihm erhalten ist“, schreibt Reformationshistoriker Thomas Kaufmann, „ist ein in seiner Realistik erschütterndes Dokument: ein fahlgelbes Gesicht mit tief eingefallenen Wangen, der zahnlose Mund leicht geöffnet; ein halb zugedrücktes Augenlid gibt den Blick auf eine verdrehte Pupille frei.“
Maximilian I. wurde getreu dem Testament von Wels in seiner Taufkirche, der Burgkapelle (heute St.-Georgs-Kathedrale) der Burg in Wiener Neustadt, unter den Stufen des damaligen gotischen Hochaltars beigesetzt, wie sein Vater Friedrich III. im Ornat des St. Georg-Ritterordens – so, dass Priester während der Messe genau über seinem Herzen zu stehen kommen. Sein Herz wurde getrennt bestattet und in der Liebfrauenkirche in Brügge im Sarkophag Marias von Burgund beigesetzt. Maximilians berühmtes Grabmal mit zahlreichen Bronzefiguren, das er zu Lebzeiten für die Burgkapelle in Wiener Neustadt in Auftrag gegeben hatte, blieb unvollendet. Erst sein Enkel Ferdinand I. ließ es in der eigens dafür erbauten Hofkirche in Innsbruck aufstellen.
Maximilians Nachfolger als Kaiser wurde sein in den Niederlanden aufgewachsener Enkel Karl V., Sohn des schon 1506 verstorbenen Philipps und Johannas. Zum Vormund seiner Enkel und zur Regentin über die Niederlande hatte Maximilian nach Philipps Tod seine zwischendurch mit Philibert von Savoyen verheiratete, aber früh verwitwete Tochter Margarete berufen.

## Wirkung

### Die Habsburgischen Erblande, Burgund und das Reich
Für die Geschichte Österreichs gilt Maximilian als Figur der Einigung, die auch sein Vater Friedrich betrieben hatte: Die Teilung des Hauses Habsburg in die albertinische und die leopoldinische Linie, die mit dem Neuberger Teilungsvertrag 1379 ganz gegen die Absicht Rudolfs des Stifters begonnen hatte, ging 1490 zu Ende. Sigmund von Tirol sorgte durch seinen Verzicht in Oberösterreich zugunsten des Enkels seines Bruders Ernst, genannt der Eiserne, für die Wiedervereinigung der Habsburgischen Erblande, nachdem Friedrich schon 1463 Niederösterreich und Innerösterreich wieder vereint hatte.
Maximilian konnte das Reich seinem Enkel Karl V. in Universalmonarchie übergeben.
Durch fünfzehnjährigen Krieg verhinderte er die Aufteilung der Niederlande durch ihre Nachbarstaaten. Im Krieg gegen Frankreich konnte er die Herrschaft in den meisten Ländern der burgundischen Herzöge sichern, nur das Herzogtum Burgund selbst blieb unter französischer Kontrolle.

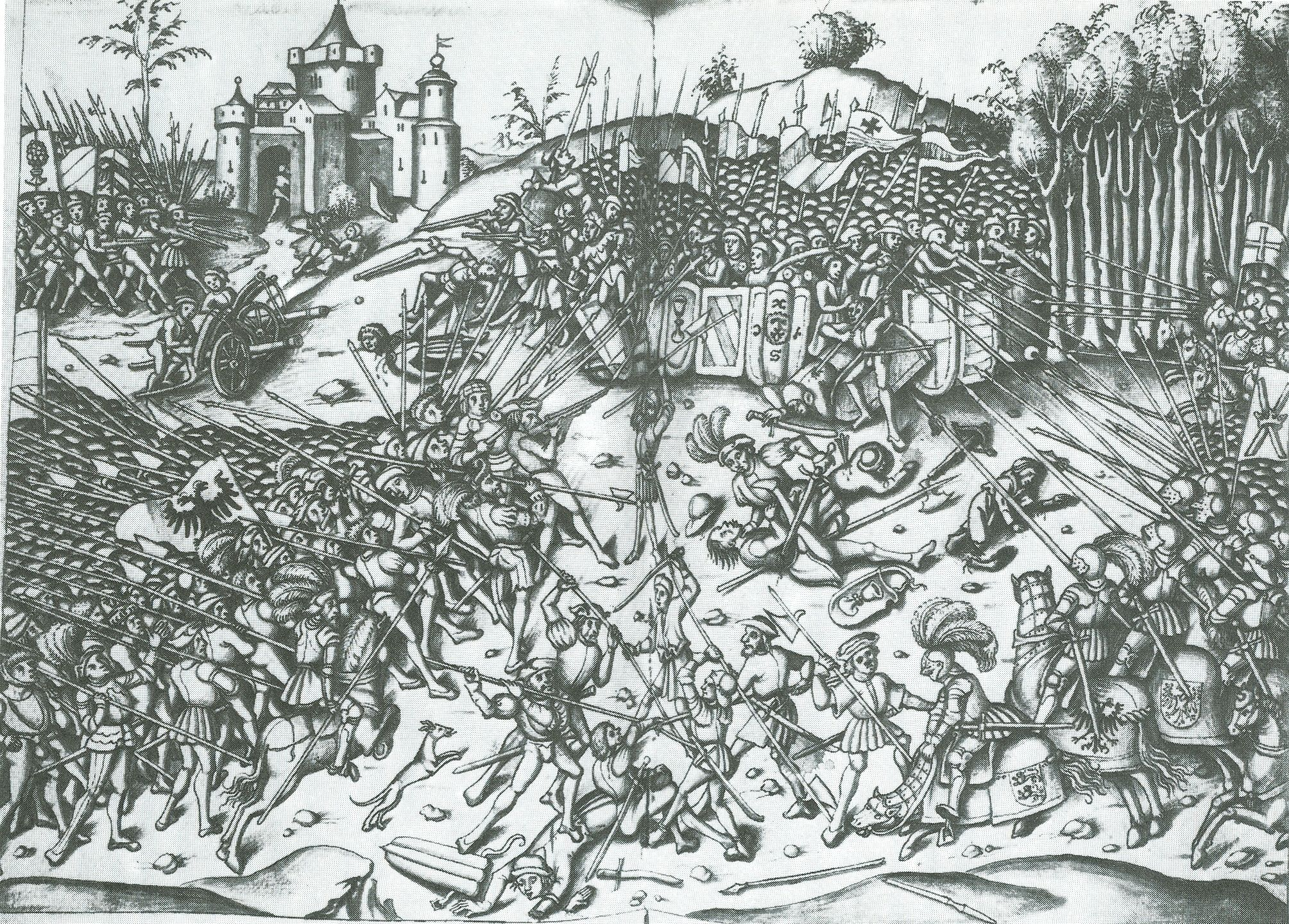
Schlacht von Wenzenbach im Codex Germanicus

Mit dem 1494 geschlossenen Bündnis zwischen Maximilian und den Königen Spaniens, Ferdinand und Isabella, und der daraus resultierenden Hochzeit zwischen Erzherzog Philipp und Erzherzogin Margarete mit den Kindern des spanischen Königshauses und der am 22. Juli 1515 im Stephansdom zu Wien geschlossenen habsburgisch-jagiellonischen Verlobung (und späteren Doppelhochzeit) legte er den Grundstein für die spätere Weltgeltung des Hauses Habsburg: Sein Enkel Karl, Kaiser Karl V. sollte über ein Reich herrschen, in dem „die Sonne nicht mehr unterging“.
Gleichzeitig begann mit seinem Sohn Philipp dem Schönen die nächste Aufteilung der Herrschaftsgebiete der Habsburger. Mit dessen Sohn Karl wurde die spanische Linie etabliert (Casa de Austria), während der jüngere Sohn Philipps, Ferdinand, die österreichische Linie fortführte.

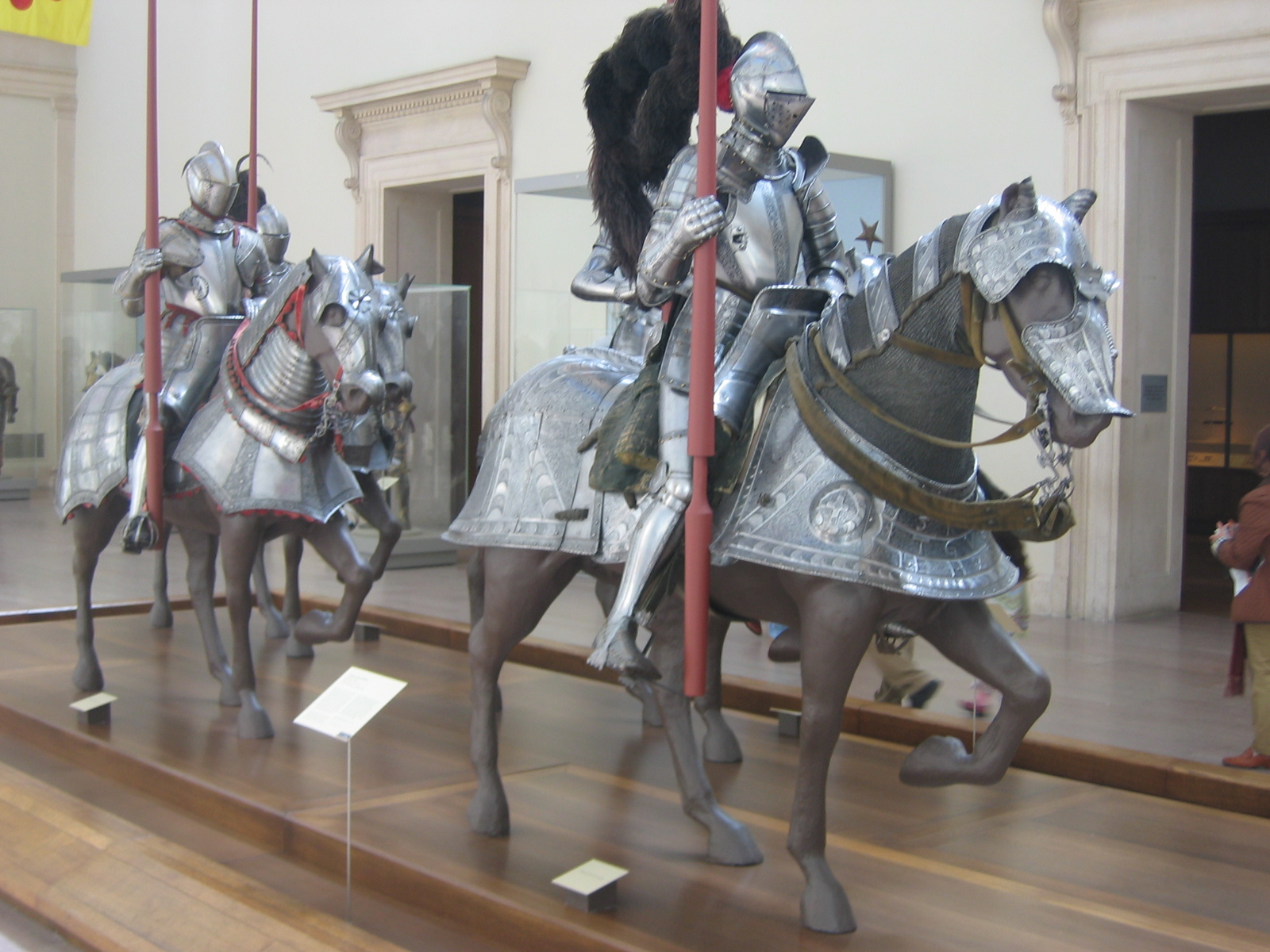
Reiterharnisch Kaiser Maximilians, Metropolitan Museum of Art, New York

1480 markiert den ersten Türkeneinfall im Heiliges Römisches Reich, konkret in Kärnten und in der Steiermark. Maximilian versuchte erfolglos, die deutschen Stände zu einem Krieg gegen das Osmanische Reich zu motivieren.

### Schulden
Da Maximilian einem prunkvollen Lebensstil huldigte, der allerdings auch durch seine soziale Stellung, viele Konflikte, in die er verwickelt wurde und Erblasten früherer Herrscher des Heiligen Römischen Reichs bedingt war, hinterließ er einen enormen Schuldenberg. Die Kosten seiner zahllosen Kriege und seine Hofhaltung wurden durch die laufenden Einnahmen nicht annähernd gedeckt, so dass der Kaiser ständig neue Kredite bei seinem Hausbankier Jakob Fugger aufnehmen musste. 1501 wurde deshalb sogar ein Haus in Augsburg erworben. Aufgrund seiner 17 Aufenthalte (insgesamt 2 Jahre und 211 Tage) gab ihm der französische König Franz I. den Spottnamen „Bürgermeister von Augsburg“. Da Maximilian mit seinem Schuldendienst kaum nachkam, gelang es dem Augsburger Bankhaus, zahlreiche Privilegien zu erlangen. Aber auch andere Städte mussten für die horrenden Kosten aufkommen. So besuchte er die etwa 90 km von Augsburg entfernte Freie Reichsstadt Memmingen insgesamt dreizehnmal und nannte sie seine Ruh und Schlafzell. Als Reichsstadt musste Augsburg bei jedem seiner Besuche Geld- und Naturalienzahlungen leisten, dazu war Augsburg aber (wie auch die anderen Reichsstädte) bereits unter den früheren Königen und Kaisern des Heiligen Reiches verpflichtet gewesen.
Das Diktat der leeren Kassen brachte Maximilian letztlich auch dazu, unstandesgemäß die Tochter des italienischen Condottierefürsten Galeazzo Maria Sforza und der Bona von Savoyen, Bianca Maria Sforza, zu ehelichen, was ihr Onkel Ludovico Sforza in die Wege geleitet hatte. Maximilian erhielt dafür die wahrhaft kaiserliche Mitgift von 400.000 Golddukaten in bar und weitere 40.000 Dukaten in Juwelen. Ludovico erreichte auf diese Weise sein großes Ziel, das Herzogtum Mailand als Lehen des Heiligen Römischen Reiches zu bekommen.

### Kunst und Literatur

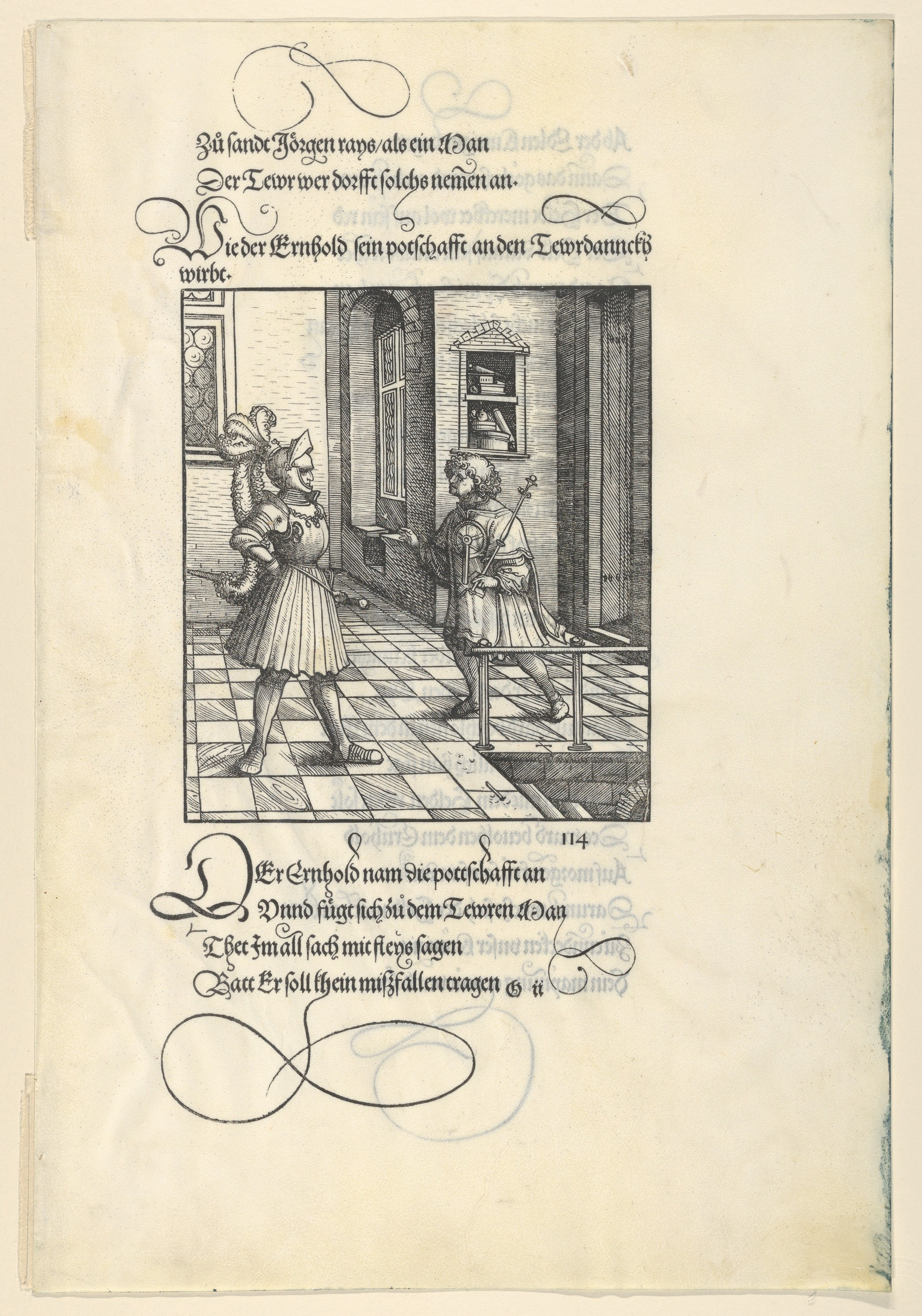
Theuerdank

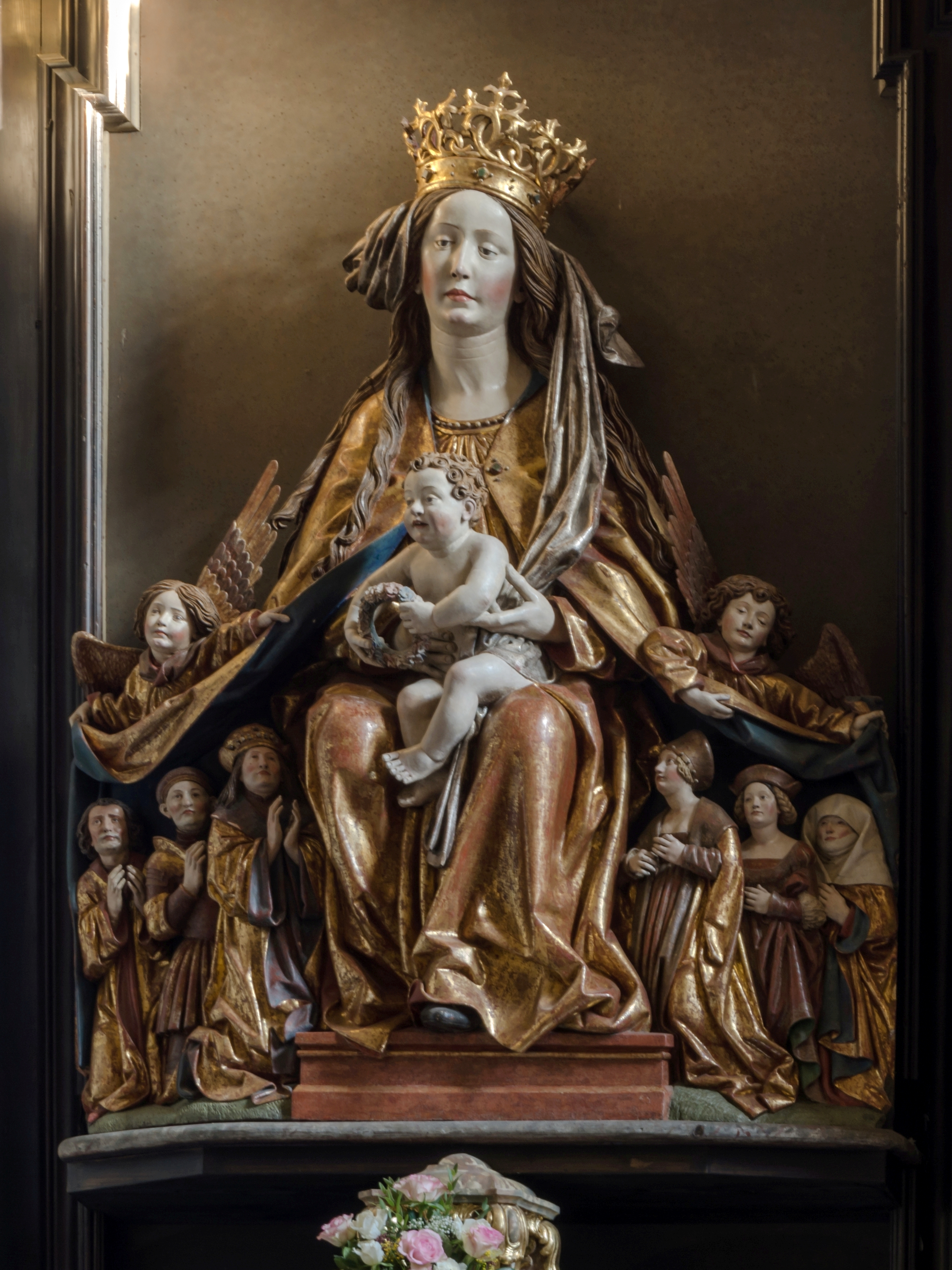
Frauensteiner Schutzmantelmadonna aus der Wallfahrtskirche Frauenstein

Maximilian, selbst hochgebildet und ein Freund des Humanismus und der Renaissance, pflegte ein großes Interesse an Wissenschaft, Literatur und Kunst und er förderte diese auch im Reich. Er gab selbst poetische Werke heraus, die von ihm konzipiert waren, teils von ihm selbst, teils von Marx Treitzsaurwein von Ehrentrei(t)z, Melchior Pfintzing und Hans Ried geschrieben wurden. Der Theuerdank, weitgehend von eigener Hand geschrieben, allegorisiert Maximilians Brautwerbung, der Weißkunig (unvollendet), geschrieben von Marx Treitzsaurwein von Ehrentrei(t)z, berichtet von seinen Taten bis 1513.
Beide illustrierten Hans Burgkmair der Ältere, Hans Schäufelin und andere Künstler mit Holzschnitten. Der Freydal, ein drittes geplantes Werk zu den Turnieren des Kaisers, blieb jedoch vom Textumfang und von der Anzahl der Illustrationen her ein fragmentarisches Projekt. In seinem Auftrag entstand zwischen den Jahren 1504 und 1516 das Ambraser Heldenbuch. Seine geradezu modern anmutende propagandistische Nutzung des Mediums Holzschnitt ist auch durch seine Buchillustrationen belegt.
Maximilian unterstützte den Humanismus, indem er ein Konzept von Konrad Celtis umsetzte und 1501 ein Collegium poetarum et mathematicorum gründete. Dieses sollte Teil der Universität Wien sein und zwei Lehrstühle für Poetik und Rhetorik sowie zwei für Mathematik und ihre naturwissenschaftlichen Anwendungsgebiete beinhalten. Diese Institutionalisierung des Humanismus war eine Pioniertat.
Das Verdienst Maximilians und seines Kanzlers Niclas Ziegler um die Entstehung einer vorbildlichen deutschen Schreibweise wird von der Folgezeit sehr hoch eingeschätzt. Die Einheitsbestrebungen äußerten sich in einer Zurückdrängung ausgesprochen süddeutscher Züge zugunsten von mitteldeutschen. So erwuchs in Süddeutschland eine bald auch den Buchdruck umfassende Schreibtradition, die man das 'Gemeine Deutsch' nannte und die noch lange Zeit eine Konkurrenz für die sich immer mehr durchsetzende ostmitteldeutsche Tendenz der neuhochdeutschen Schriftsprachentwicklung darstellte.
Maximilian gilt als Stifter der Frauensteiner Schutzmantelmadonna in Molln, eines Werks Gregor Erharts. Unter dem Mantel sind unter anderem er und Bianca Maria Sforza dargestellt. Wohl vermittelt über Willibald Pirckheimer trat Maximilian 1512 zu Albrecht Dürer in Verbindung; ab 1515 gewährte er ihm eine jährliche Rente von 100 Gulden. Es ist aber bezeichnend, dass nicht von der Maximilian-, sondern von der Dürerzeit beim kunstgeschichtlichen Rückblick gesprochen wird. Es wäre ein Missverständnis, in Maximilian einen großartig kunstsinnigen Förderer der Künste zu sehen. All seine Auftragswerke spiegeln seine Beschäftigung mit Stammbäumen, der Wappenkunde oder geschichtlichen Themen wider.
Diese zielte zuallererst darauf ab, die Erinnerung an seine Person und seine Familie für die Zukunft und für immer festzuschreiben. Dazu beauftragte er die bedeutendsten Künstler seiner Zeit – allen voran Dürer. Dass neben dem berühmten Nürnberger auch ein nach heutigen Gesichtspunkten durchschnittlicher Künstler wie der Innsbrucker Jörg Kölderer am kaiserlichen Hof – zunächst als Hofmaler und später als Hofbaumeister – tätig war, zeugt von dem oft eher „pragmatischen“ denn an ästhetischen Kriterien orientierten Zugang des Kaisers zur Kunst. Vielschichtige Aussagen konnten mitunter auch mit einfachen Bildern anschaulich befördert werden und entfalteten in Verbindung mit den von Maximilian selbst konzipierten Texten ihre einprägsame Wirkung.

### Feudaler Ritter und Renaissance-Fürst
Als Kunstmäzen, Förderer der Wissenschaften, Humanist, aber auch in seiner Prunkverliebtheit stellte sich Maximilian zwar als typischer Renaissanceherrscher dar, auch tragen seine Bemühungen zur umfassenden Popularitätssteigerung bereits alle Züge eines „modernen“ Herrschers. Doch gleichzeitig stilisierte sich Maximilian entsprechend der burgundischen Tradition des Rittertums zum Idealbild des mittelalterlichen Ritters. Maximilians groß angelegte Dichtungen sind nicht nur ein letztes, nachklingendes Denkmal einer vergangenen Epoche, sondern teilweise auch verschlüsselte Autobiographien, die neben realen Ereignissen auch Bezug auf Pläne und Vorhaben des Kaisers wiedergeben, die dieser wegen Geldmangels nicht ausführen konnte. Ebenso strickte der Kaiser damit aber bewusst an seiner eigenen Legende – so trug ihm der unvollendete Freydal später den Ruf ein, der beste Turnierkämpfer seiner Zeit gewesen zu sein.
Maximilian erhielt den Beinamen Der letzte Ritter, denn er verkörperte noch das bereits geschwundene Ideal des alten burgundischen Rittertums. Zugleich erwies er sich jedoch als vorausschauender, modernisierender Herrscher der anbrechenden Neuzeit, sodass dieser auch zu Der erste Kanonier erweitert wurde.
In seiner Wahl des Heiligen Georg zu seinem Schutzpatron spiegeln sich die ritterlichen Tugenden, welche auch für Maximilian eine bedeutende Rolle spielten. Maximilians Überlegungen gingen aber so weit, selbst Papst zu werden, um als ein ranghöchster Monarch der Christenheit alle weltliche und kirchliche Macht in sich zu vereinen. Das romantische Schlagwort von Maximilian als dem letzten Ritter trifft genau genommen nicht zu, denn sein Selbstbild als Souverän des Ordens vom Goldenen Vlies und des Georgsordens sowie als Verfechter eines Kreuzzugs zur Befreiung Jerusalems von den Osmanen war keine rückwärtsgewandte Träumerei. Es muss vielmehr vor einem Hintergrund einer politischen Dringlichkeit infolge einer realen Bedrohung gesehen werden.

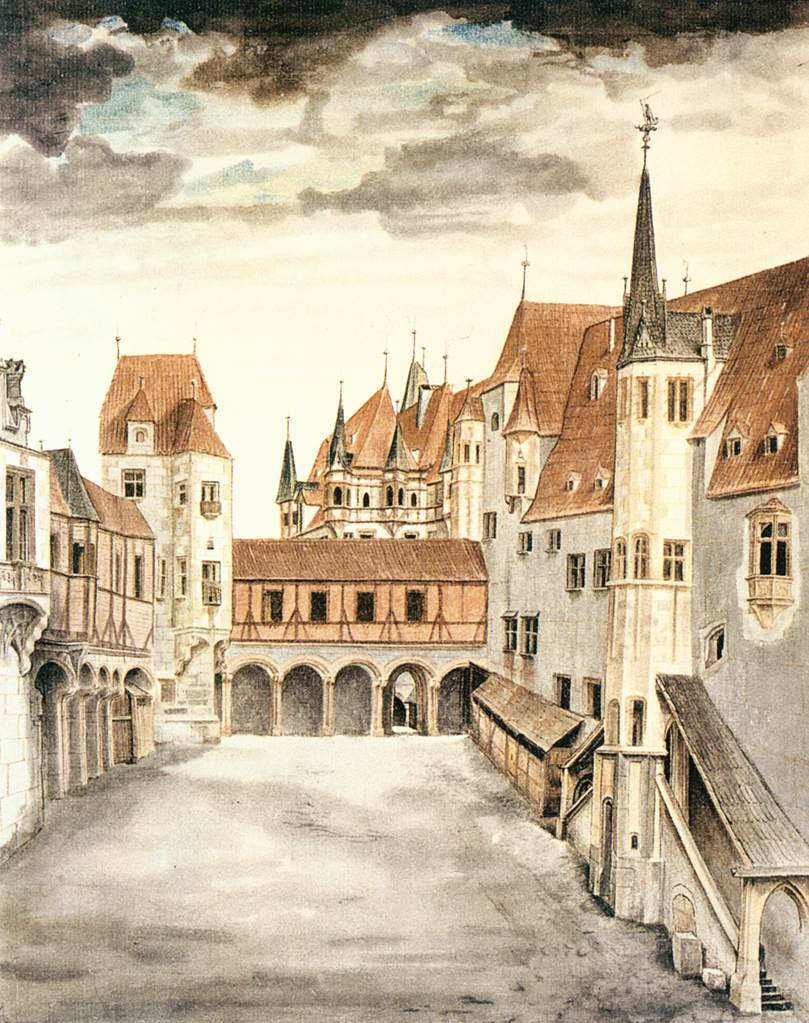
Die Innsbrucker Hofburg nach dem Umbau durch Maximilian (Aquarell Dürers von 1494)

Viele seiner ehrgeizigen Pläne blieben zwar unvollendet. Er glaubte aber fest daran, dass die von ihm zu seinen Lebzeiten nicht realisierten Projekte von seinen Nachkommen vollendet werden würden. Die von ihm in Auftrag gegebenen, fiktiv bis zu antiken oder biblischen Wurzeln erweiterten Stammbäume und genealogischen Forschungen eine möglichst alte und illustre Abstammung des Habsburgergeschlechts zu belegen, dienten dazu, dieses im Wettstreit mit konkurrierenden Adelsgeschlechtern – als Herrscher über das Heilige Römische Reich – zu legitimieren. Bezüge zur Antike spielten bei ihm eine starke Rolle, da er sich – Regent über das Heilige Römische Reich – als legitimer Nachfolger antiker Herrscher verstand. Er war ein Meister einer nahezu modern anmutenden Selbstinszenierung und nutzte hierfür als erster Herrscher das Medium Holzschnitt, als zudem innovative Herstellungstechnik, für sich. Seine autobiografischen Buchprojekte Freydal, Theuerdank und Weißkunig sind alle damit illustriert worden, die monumentale Ehrenpforte ist der größte mehrteilige Holzschnitt der Dürerzeit und veranschaulicht die Möglichkeiten dieser Technik.
Ebenso das großflächige Werk der Triumphzug, welches auch mit dieser Technik vervielfältigt wurde, um mehr Publikum zu erreichen. Die grafische Gestaltung übernahmen die bedeutendsten Künstler der Zeit, neben Dürer vor allem der Augsburger Hans Burgkmair d. Ä. Zu dem Griff zum nur scheinbar billigen Medium Papier veranlassten ihn nicht wirtschaftliche Gründe, sondern er erkannte die neuartigen Möglichkeiten der Bebilderung der Druckerzeugnisse. Hier sind nahezu beliebige Reproduzierbarkeit und die unkomplizierte Transportierbarkeit von Papier zu nennen. Der Kaiser beteiligte sich stets lebhaft an der Realisierung seiner Aufträge, gab den Künstlern schriftliche Konzepte vor und ließ sich seine Aufträge immer wieder zur Korrektur vorlegen. Damit war es ihm möglich, den Werken eine Art geschützte eigene Produktmarke sozusagen aufzustempeln und mit diversen Medien zu verbreiten.

Folgen der maximilianischen Reichsreformen in den Institutionen des Reiches seit der Frühen Neuzeit; jedes abgebildete Erzamt war mit einer Kurwürde verbunden

### Kaiserliche Innenpolitik und Verwaltungsreformen
Mit der Reichsreform Kaiser Maximilians I. demarkiert sich ein Wendepunkt in der europäischen Geschichte, sie steht für den Übergang vom Mittelalter zur frühen Neuzeit. War doch bis zu diesem Zeitpunkt die Macht der kaiserlichen Zentralgewalt, das Kaisertum, nach Jahrhunderten der Erosion von Reichsrechten an einem administrativen Tiefpunkt angelangt.
Für Kaiser Maximilian waren seine Erblande jene Gebiete, die dieser als Reichsfürst erblich besaß, im Gegensatz zum übrigen Deutschland, dessen Oberhaupt er als gewählter Kaiser war, das jedoch nicht zu seinem unmittelbaren Machtbereich zählte. Durch die Erblichkeit der Lehen und den Reichstag ergaben sich dort Beschränkungen, denen der Monarch in seinen selbst ererbten Besitzungen nicht unterlag.
Am 24. November 1494 berief Maximilian einen Reichstag zum 2. Februar 1495 in Worms ein. Er dauerte dann vom 26. März bis zum 7. August 1495.
Starken Einfluss auf die dort beschlossenen Reformen hatte der Erzbischof und Kurfürst von Mainz als Reichserzkanzler, Berthold von Henneberg. Auf dem Wormser Reichstag wählten ihn die übrigen Fürsten zum Wortführer der Reichsstände. In dieser Funktion rang er dem späteren Kaiser Maximilian I. die Zustimmung zu einem Reichsregiment ab. Der Ewige Landfrieden war ebenso seinem langwierigen Einsatz zu verdanken wie die Einsetzung des Reichskammergerichts und die „Handhabung Friedens und Rechts“ als Vertrag zwischen König und Ständen.
Letztlich kam es zu Kompromissen zwischen dem Kaiser und den Reichsständen; sie führten zu vier miteinander zusammenhängenden grundlegenden Reformgesetzen im Reichsabschied von 1495. Seit dem Wormser Reichstag unter Maximilian wurde diese Institution zur obersten Rechts- und Verfassungsinstitution, ohne dass es einen formellen Einsetzungsakt oder eine gesetzliche Grundlage gab. Im Kampf um eine stärker zentralistische oder stärker föderalistische Prägung des Reiches zwischen dem Kaiser und den Reichsfürsten entwickelte sich der Reichstag zu einem der Garanten für den Erhalt des Reiches.
Auf diesem Reichstag zu Worms wurde der Grundstein zu einer umfassenden Reichsreform gelegt. Maximilian suchte als Regent der Erbländer eine umfassende Verwaltungsreform mit den Schwerpunkten auf dem Finanz- und Justizsektor in Gang zu setzen, so das Problem des Ewigen Reichslandfrieden, die Einsetzung eines Reichskammergerichts und die Erhebung des Gemeinen Pfennigs als erster reichsweiter Steuer.
Hierzu sollte ein landesfürstlicher Beamtenapparat entstehen, anstelle bisherigen Funktionsträger, die sich alleinig aus Adel und Stände rekrutierten. Für Maximilian war der Verwaltungsapparat, wie er sich im Herrschaftsbereich seiner Frau Maria von Burgund entwickelt hatte, ein Vorbild, so hinsichtlich einer gestrafften und streng hierarchisch geordneten Administration.
Ähnliche Maßnahmen, die die Autorität der Institution des Kaisers stärken sollten, beabsichtigte Maximilian im gesamten Heiligen Römischen Reich einzuführen. Die administrative, historische und kulturelle Heterogenität des Reichsgebietes und die sich daraus ableitenden, immanenten zentrifugalen Kräfte versuchte Maximilian mit diesem Reformvorhaben entgegenzuwirken. So wollte er die Reichsfürsten damit vermehrt an das Kaisertum und das Reich binden und deren eigenständiges politisch-administratives Handeln synchronisieren. Die Reaktionen auf sein Bestreben äußerten sich in einem stärkeren Widerstand, sodass seine Vorhaben sich nur fragmentarisch umsetzen ließen. Ein langwieriger Konflikt zwischen dem Kaiser, den Reichsständen und Reichsfürsten folgte.
Ein Ergebnis dieser, wenn auch unvollständigen, Reichsreform war die Einführung neuer Verwaltungsinstitutionen. Das Reichsgebiet teilte man zunächst in sechs, später in zehn Reichskreise ein. Die Reichskreise waren nun die neuen regionalen Verwaltungseinheiten, die mit der Einhebung von Reichssteuern, der Durchsetzung von Anordnungen von Reichsorganen sowie die Aufstellung und den Unterhalt von Reichstruppenkontingenten betraut waren. Die komplexen Strukturen des Heiligen Römischen Reiches Deutscher Nation konnte die Reform jedoch nicht aufbrechen.
Ebenso ist die Gründung eines Reichskammergericht mit Maximilian verbunden. Dabei handelte es sich um eine ständisch dominierte Gerichtsbehörde, die zunächst an verschiedenen Orten im HRR zusammentrat, dann aber seit dem Jahre 1527 über einen längeren Zeitraum in Speyer ansässig wurde. Sie war die erste Instanz für die reichsunmittelbaren Stände. Sie stand auch im Zusammenhang mit den Verhandlungen um den Ewigen Landfrieden, wie er im Reichstag von Worms 1495 verhandelt wurde, und der das definitive und zeitlich unbefristete, immerwährende, unbedingte Fehdeverbot anstelle des mittelalterlichen Fehderechts mit sich brachte. Die Einführung des Reichsregiments als eine Art Reichsregierung, eines ständischen Regierungsorgans scheiterte an den Reichsständen.
Nach Moraw (1995) führte die Einberufung des Reichstags und die Verabschiedung der Reformabsichten zu einer stärkeren, faktischen Anerkennung der Institution des Reichstags durch eine Gewöhnung der politischen Eliten in einem monatelangen politisch organisierten Zusammensein und -wirken.

## Genealogie

### Ahnentafel
| Ahnentafel Maximilians I. | Ahnentafel Maximilians I.                                                            | Ahnentafel Maximilians I.                                                            | Ahnentafel Maximilians I.                                                            | Ahnentafel Maximilians I.                                                            | Ahnentafel Maximilians I.                                                          | Ahnentafel Maximilians I.                                                          | Ahnentafel Maximilians I.                                                                  | Ahnentafel Maximilians I.                                                                  |
| ------------------------- | ------------------------------------------------------------------------------------ | ------------------------------------------------------------------------------------ | ------------------------------------------------------------------------------------ | ------------------------------------------------------------------------------------ | ---------------------------------------------------------------------------------- | ---------------------------------------------------------------------------------- | ------------------------------------------------------------------------------------------ | ------------------------------------------------------------------------------------------ |
| Urgroßeltern              | Herzog Leopold III. von Habsburg (1351–1386) ⚭ 1365 Viridis Visconti (1350–1414)     | Herzog Leopold III. von Habsburg (1351–1386) ⚭ 1365 Viridis Visconti (1350–1414)     | Prinz Siemowit IV. (1353/56–1426) ⚭ 1387 Alexandra von Litauen (1360–1434)           | Prinz Siemowit IV. (1353/56–1426) ⚭ 1387 Alexandra von Litauen (1360–1434)           | König Johann I. von Portugal (1357–1433) ⚭ 1387 Philippa of Lancaster (1360–1415)  | König Johann I. von Portugal (1357–1433) ⚭ 1387 Philippa of Lancaster (1360–1415)  | König Ferdinand I. von Aragón (1380–1416) ⚭ 1394 Eleonore Urraca von Kastilien (1374–1435) | König Ferdinand I. von Aragón (1380–1416) ⚭ 1394 Eleonore Urraca von Kastilien (1374–1435) |
| Großeltern                | Erzherzog Ernst der Eiserne (1377–1424) ⚭ 1412 Cimburgis von Masowien (1394/97–1429) | Erzherzog Ernst der Eiserne (1377–1424) ⚭ 1412 Cimburgis von Masowien (1394/97–1429) | Erzherzog Ernst der Eiserne (1377–1424) ⚭ 1412 Cimburgis von Masowien (1394/97–1429) | Erzherzog Ernst der Eiserne (1377–1424) ⚭ 1412 Cimburgis von Masowien (1394/97–1429) | König Eduard I. von Portugal (1391–1438) ⚭ 1428 Eleonore von Aragonien (1402–1445) | König Eduard I. von Portugal (1391–1438) ⚭ 1428 Eleonore von Aragonien (1402–1445) | König Eduard I. von Portugal (1391–1438) ⚭ 1428 Eleonore von Aragonien (1402–1445)         | König Eduard I. von Portugal (1391–1438) ⚭ 1428 Eleonore von Aragonien (1402–1445)         |
| Eltern                    | Kaiser Friedrich III. (1415–1493) ⚭ 1452 Eleonore Helena von Portugal (1436–1467)    | Kaiser Friedrich III. (1415–1493) ⚭ 1452 Eleonore Helena von Portugal (1436–1467)    | Kaiser Friedrich III. (1415–1493) ⚭ 1452 Eleonore Helena von Portugal (1436–1467)    | Kaiser Friedrich III. (1415–1493) ⚭ 1452 Eleonore Helena von Portugal (1436–1467)    | Kaiser Friedrich III. (1415–1493) ⚭ 1452 Eleonore Helena von Portugal (1436–1467)  | Kaiser Friedrich III. (1415–1493) ⚭ 1452 Eleonore Helena von Portugal (1436–1467)  | Kaiser Friedrich III. (1415–1493) ⚭ 1452 Eleonore Helena von Portugal (1436–1467)          | Kaiser Friedrich III. (1415–1493) ⚭ 1452 Eleonore Helena von Portugal (1436–1467)          |
|                           | Kaiser Maximilian I. (1459–1519)                                                     |                                                                                      |                                                                                      |                                                                                      |                                                                                    |                                                                                    |                                                                                            |                                                                                            |

### Nachkommen

#### Legitime Nachkommen

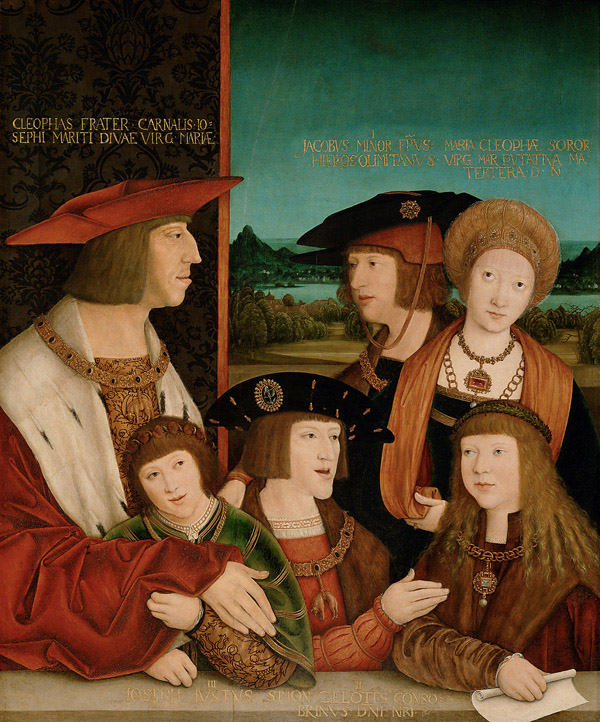
Maximilian I., im Arm sein Enkel Ferdinand. In der Mitte Enkel Karl. Rechts daneben sein Schwiegersohn Ludwig. Im Hintergrund Sohn Philipp sowie Maximilians Frau Maria von Burgund. (Bild von Bernhard Strigel, nach 1515)

1. ⚭(I) 1477 Maria von Burgund (1457–1482), Erbherzogin aus dem Haus Burgund, Tochter Karls des Kühnen und Isabelle aus dem Haus Bourbon
  1. Philipp I. (Kastilien), „Philipp der Schöne“ (1478–1506), König von Kastilien
⚭ 1496 Johanna, „Johanna die Wahnsinnige“ (1479–1555), Königin von Kastilien
  2. Margarete von Österreich (1480–1530), Statthalterin der habsburgischen Niederlande
⚭(I) 1497 Johann von Aragón und Kastilien (1478–1497), Fürst von Asturien
⚭(II) 1501 Philibert II. (1480–1504), Herzog von Savoyen
  3. Franz (*/† 1481)
2. ⚭ 1490 (aufgelöst 1491) Anna, Herzogin der Bretagne aus dem Haus der Kapetinger, Tochter Franz II. und Margarete von Foix, Prinzessin von Navarra
3. ⚭(II) 1494 Bianca Maria Sforza (1472–1510), Tochter des Herzogs Galeazzo Maria von Mailand und Bona von Savoyen

#### Illegitime Nachkommen
Maximilian soll mindestens 14 uneheliche Kinder gezeugt haben.
(Auswahl):
1. Margarethe von Helfenstein (1498–1537) ⚭ Ludwig V. von Helfenstein-Wiesensteig
2. Georg von Österreich (1504–1557), Bischof von Lüttich
3. Dorothea von Österreich ⚭ Graf Johann I. (Ostfriesland)[33]
4. Barbara von Rottal ⚭(I) 1515 Reichsfreiherr Sigmund von Dietrichstein (1484–1533); ⚭(II) 1534/35 Ulrich von Czettritz von Kinsberg; ⚭(III) 1544 Balthasar von Schweinitz

## Werke
- Trilogie:

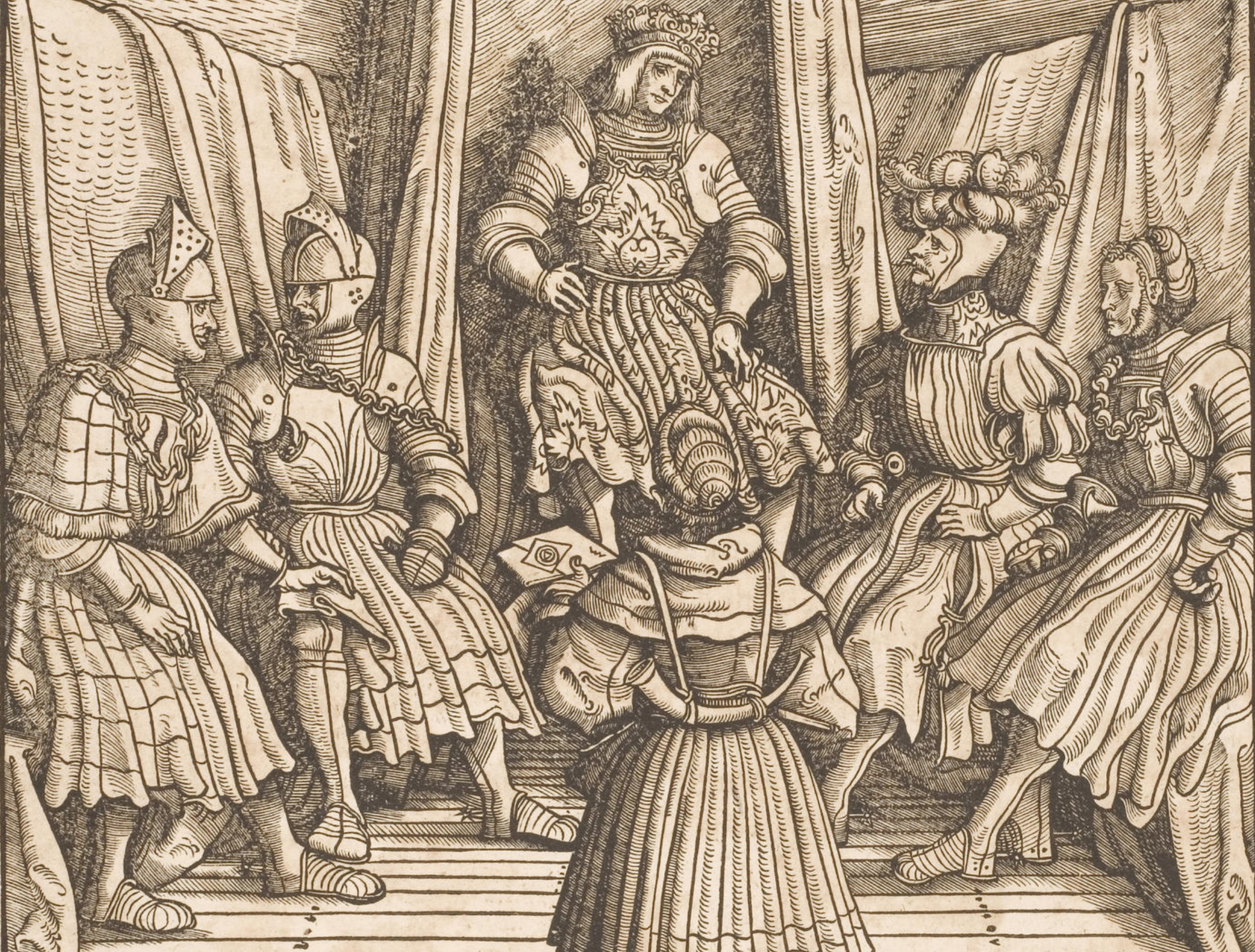
Der Weißkunig

  - Theuerdank: 1517 erschienene Dichtung mit ritterlichem Charakter (größtenteils von Maximilian selbst geschrieben)
  - Der Weißkunig. Eine Erzählung von den Thaten des Kaisers Maximilian des Ersten. Erstdruck 1775
  - Freydal
- Geheimes Jagdbuch
- Das Fischereibuch. Wien, 1506 (an eine Vischordnung seines Vaters Friedrich angelehnte Fischereiordnung)
  - Ausgabe: Michael Mayr (Hrsg.): Das Fischereibuch Kaiser Maximilians I. Innsbruck 1901.

## Rezeption
Durch die kaiserliche Entschließung von Franz Joseph I. vom 28. Februar 1863 wurde Maximilian I. in die Liste der „berühmtesten, zur immerwährenden Nacheiferung würdiger Kriegsfürsten und Feldherren Österreichs“ aufgenommen, zu deren Ehren und Andenken auch eine lebensgroße Statue in der Feldherrenhalle des damals neu errichteten k.k. Hofwaffenmuseums (heute: Heeresgeschichtliches Museum Wien) errichtet wurde. Die Statue wurde 1870 vom Bildhauer Josef Gasser aus Carrara-Marmor geschaffen, gewidmet wurde sie von Kaiser Franz Joseph selbst.
Im Fernsehfilm Maximilian – Das Spiel von Macht und Liebe von Andreas Prochaska, erstmals gesendet im Jahr 2017, wurde Maximilian von Jannis Niewöhner verkörpert. Im Dokumentationsfilm Maximilian – Der Brautzug zur Macht (auch: Liebe, Geld und Macht – Maximilian I.) von Manfred Corrine, aus dem Jahr 2017, wurden von Historikern die Hintergründe und Zusammenhänge der Epoche erläutert.

Im Jahr 2019 fanden anlässlich des 500. Todestags von Maximilian I. in Österreich, in Italien (Südtirol), in der Schweiz und in Deutschland zahlreiche Ausstellungen und Gedenkveranstaltungen statt. Am umfangreichsten und das Leben und Wirken Maximilians am eingehendsten beleuchtend waren die Ausstellungen in Augsburg und in Innsbruck. Unter anderem wurde des Kaisers in Kufstein gedacht, wo Maximilian nach der Eroberung Kufsteins den Auftrag zum Bau des Kaiserturms in der dortigen Festung gab, erbaut von 1518 bis 1520 durch Michael Zeller, „der Preuß“.

## Ausstellungen
- 2000: Der Aufstieg eines Kaisers: Maximilian I. Von seiner Geburt bis zur Alleinherrschaft 1459–1493, Wiener Neustadt Stadtmuseum
- 2002: Kaiser Maximilian I. Bewahrer und Reformer, Reichskammergerichtsmuseum, Wetzlar.
- 2019: Zehn Ausstellungen zum 500. Todestag Maximilians I.[41]
- 2019: Kaiser Maximilian I., ein großer Habsburger, in der Österreichischen Nationalbibliothek[42]
- 2019: Maximilian I., Kaiser – Ritter – Bürger zu Augsburg[43]
- 2019: Ausstellung „Aufbruch in die Neuzeit“ in der Hofburg Innsbruck[44]
- 2019: Ausstellung „Des Kaisers Zeug“ im Zeughaus Innsbruck[45]
- 2019: Sonderausstellung Maximilian I. „Zu Lob und ewiger Gedachtnus“ in Schloss Ambras Innsbruck[46]
- 2019: Ausstellung „Maximilian in Müstair – Jagd & Politik“ in der Schweiz[47]
- 2019: Ausstellung „Maximilianus. Die Kunst des Kaisers. L’arte dell’Imperatore“ in Südtirol[48]
- 2019: Ausstellung „The Last Knight: The Art, Armor, and Ambition of Maximilian I“ im Metropolitan Museum of Art in New York[49]